# Adimanto (Mani)
Adimanto (fl. V secolo) è stato un teologo greco antico.
Autore dello scritto Contro Mosé e gli altri Profeti, fu uno dei primi seguaci di Mani.
Le sue tesi vennero confutate da Sant'Agostino nel trattato Contra Adimantum manichaei discipulum.